# Толстиков, Евгений Иванович
Евге́ний Ива́нович То́лстиков (9 февраля 1913, Тула — 3 декабря 1987, Москва) — советский учёный и полярник, заместитель Ивана Папанина на Главсевморпути. Герой Советского Союза.

## Биография
Работать начал слесарем—мотористом на «Тулканалстрое».
Окончил Московский гидрометеорологический институт (1937), получил направление на полярную станцию «Мыс Шмидта». В годы Великой Отечественной войны занимался гидрометеорологическим обеспечением судов на Северном морском пути и полётов полярной авиации.

Могила Толстикова на Новодевичьем кладбище Москвы.

В 1954 году — начальник арктической дрейфующей станции «Северный полюс-4». Руководитель многих антарктических экспедиций, участник похода к южному полюсу недоступности.
В 1958 году — начальник 3-й Комплексной антарктической экспедиции, проводившей исследования в рамках Международного геофизического года, 14 декабря 1958 года основал временную станцию «Полюс недоступности» (координаты 82°06′ ю. ш. 54°58′ в. д. / 82.1° ю. ш. 54.966667° в. д.). И даже спустя полвека в этой точке по-прежнему можно обнаружить здание экспедиции, на котором установлена статуя Ленина, смотрящая на Москву. Внутри занесённого снегом здания находится книга для посетителей, которую может подписать каждый добравшийся до станции.
Толстикову принадлежит ряд открытий в Арктике и Антарктике.
Главный редактор «Атласа Антарктики: В 2-х т.», Ленинград, Гидрометеоиздат, 1969. Т. 1: Карты; Т. 2. — 598 с.
C 1979 года — заместитель председателя Государственного комитета СССР по гидрометеорологии и контролю природной среды.
В 1984 году чехословацкий астроном Антонин Мркос открыл и назвал в честь Е. И. Толстикова малую планету 3357 Tolstikov (1984 FT).
С 1986 года персональный пенсионер союзного значения. Работал главным редактором журнала «Метеорология и гидрология».

## Награды и премии
- Медаль «Золотая Звезда» Героя Советского Союза (медаль № 10812);
- три ордена Ленина;
- орден Трудового Красного Знамени;
- орден Красной Звезды;
- орден «Знак Почёта»[3];
- медали.